# Glagolitiska alfabetet

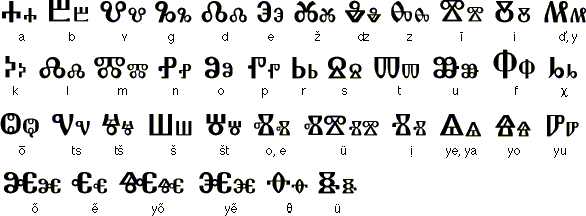
Glagolitiska alfabetet.

Glagolitiska alfabetet (ryska: Глаголица/Glagolitsa, fornkyrkoslaviska: Ⰳⰾⰰⰳⱁⰾⰹⱌⰰ/glagolitsa) är det äldsta kända slaviska alfabetet.
Det skapades på 800-talet i Thessaloniki i Thema Thessaloniki av munkarna och bröderna Kyrillos och Methodios för att användas i deras mission till Mähren. Det ersattes senare till större del av det kyrilliska alfabetet, som delvis bygger på det glagolitiska. Det glagolitiska alfabetet användes delvis vid sidan av det kyrilliska i Bulgarien (under några hundra år) och Dalmatien (fram till 1800-talet).
En av de mest erkända teorierna till det glagolitiska alfabetets uppkomst är att det bygger på kursiva former av de grekiska bokstäverna. Eftersom en stor del av den mähriska missionen byggde på att de kristna evangelierna översattes, och då dessa enbart skrevs med uncialskrift eller minuskelskrift, så har den här teorin ifrågasatts. En möjlighet som finns är att Kyrillos inte själv skapade formerna på bokstäverna, utan att han kodifierade ett redan existerande bruk och fastställde vilka bokstäver som svarade mot vilket ljudvärde. 

## Alfabetets historia
År 1248 fick kroaterna ett särskilt tillstånd av påve Innocentius IV att använda sitt eget språk och det glagolitiska alfabetet i sin liturgi. Det glagolitiska alfabetet kom att ersätta det latinska alfabetet i Kroatien och åtminstone så sent som 2019 användes den glagolitiska liturgin i vissa kroatiska kyrkor.
Misal po zakonu rimskoga dvora trycktes den 22 februari 1483 och räknas som den första tryckta boken på kroatiska. För att uppmärksamma detta och det glagolitiska alfabetets långa tradition i Kroatien röstade det kroatiska parlamentet 2019 för att den 22 februari ska firas som det glagolitiska alfabetets officiella dag.

## Alfabetet, transkription och uttal
| Glagolitiskt tecken (versal och gemen) | Kyrillisk motsvarighet | Uttal   | Transkribering    | Namn på bokstaven         | Numeriskt värde |
| -------------------------------------- | ---------------------- | ------- | ----------------- | ------------------------- | --------------- |
| Ⰰⰰ                                     | А а                    | [ɑ]     | a                 | Azъ                       | 1               |
| Ⰱⰱ                                     | Б б                    | [b]     | b                 | Buki                      | 2               |
| Ⰲⰲ                                     | В в                    | [ʋ]     | v                 | Vѣdѣ                      | 3               |
| Ⰳⰳ                                     | Г г                    | [ɡ]     | g                 | Glagoli                   | 4               |
| Ⰴⰴ                                     | Д д                    | [d]     | d                 | Dobro                     | 5               |
| Ⰵⰵ                                     | Э э/Е е                | [ɛ]     | e                 | Estѣ/Jestь                | 6               |
| Ⰶⰶ                                     | Ж ж                    | [ʒ]     | zj                | Zjivete                   | 7               |
| Ⰷⰷ                                     | Ѕ s                    | [dz]    | dz                | Dzelo                     | 8               |
| Ⰸⰸ                                     | З з                    | [z]     | z                 | Zemlja                    | 9               |
| Ⰹⰹ/Ⰺⰺ                                  | И и/ Й й               | [i/j]   | i / j             | Inite/Izjei               | 10              |
| Ⰻⰻ                                     | I i                    | [i/j]   | i / j             | Izje                      | 20              |
| Ⰼⰼ                                     | Ђ ђ                    | [dʑ]    | dj                | Derve/Gerve               | 30              |
| Ⰽⰽ                                     | К к                    | [k]     | k                 | Kako                      | 40              |
| Ⰾⰾ                                     | Л л                    | [l/ʎ]   | L                 | Ljudie                    | 50              |
| Ⰿⰿ                                     | М м                    | [m]     | m                 | Myslite                   | 60              |
| Ⱀⱀ                                     | Н н                    | [n/ɲ]   | n                 | Nasje                     | 70              |
| Ⱁⱁ                                     | О о                    | [ɔ]     | o                 | Onu                       | 80              |
| Ⱂⱂ                                     | П п                    | [p]     | p                 | Pokoj                     | 90              |
| Ⱃⱃ                                     | Р р                    | [r]     | r                 | Rьtsy                     | 100             |
| Ⱄⱄ                                     | С с                    | [s]     | s                 | Slovo                     | 200             |
| Ⱅⱅ                                     | Т т                    | [t]     | t                 | Tverdo/tvrdo              | 300             |
| Ⱆⱆ                                     | У у                    | [u]     | u                 | Uku                       | 400             |
| Ⱇⱇ                                     | Ф ф                    | [f]     | f                 | Ferte                     | 500             |
| Ⱈⱈ                                     | Х х                    | [x]     | ch                | Cherъ                     | 600             |
| Ⱉⱉ                                     | W w                    | [ɔ]     | w                 | Otъ                       | 700             |
| Ⱋⱋ                                     | Щ щ                    | [tʲ/ʃt] | sjtj              | Sjta                      | 800             |
| Ⱌⱌ                                     | Ц ц                    | [ts]    | ts                | Tsi                       | 900             |
| Ⱍⱍ                                     | Ч ч                    | [tʃ]    | tj                | Tjreve                    | 1000            |
| Ⱎⱎ                                     | Ш ш                    | [ʃ]     | sj                | Sja                       |                 |
| Ⱏⱏ                                     | Ъ ъ                    | [ɯ]     | ǔ/ə/ъ             | Jerъ (bakre jer)          |                 |
| ⰟⰉⱏⰹ                                   | Ы ы                    | [ɨ]     | y                 | Jery                      |                 |
| Ⱐⱐ                                     | Ь ь                    | [ə]     | ǐ eller inte alls | Jerь (främre jer)         |                 |
| Ⱑⱑ                                     | Ҍ ѣ                    | [æ/jɑ]  | ä/ě               | Jatь/ětь                  |                 |
| Ⱖⱖ                                     | Ё ё                    | [jo]    | [ d ]             | Jo                        |                 |
| Ⱓⱓ                                     | Ю ю                    | [ju]    | [ e ]             | Ju                        |                 |
| Ⱔⱔ                                     | Ѧ ѧ / Я я              | [ɛ̃]     | e (nasalt)        | Jusъ malij (lilla jus)    |                 |
| Ⱗⱗ                                     | Ѩ ѩ                    | [jɛ̃]    | je (nasalt)       | Jusъ malij jotirovannyj   |                 |
| Ⱘⱘ                                     | Ѫ, ѫ                   | [ɔ̃]     | o (nasalt)        | Bolsjoj jusъ (stora jus)  |                 |
| Ⱙⱙ                                     | Ѭ ѭ                    | [jɔ̃]    | jo (nasalt)       | Bolsjoj jusъ jotirovannyj |                 |
| Ⱚⱚ                                     | Θ θ                    | [θ]     | th                | Thita/fita                |                 |
| Ⱛⱛ                                     | Ѵ ѵ                    | [ʏ/i]   | i/v               | Izjitsa                   |                 |

1. ↑  ъ saknar idag ljudvärde i t.ex. ryska men har historiskt haft ett ljud som [ɯ] eller [ə] (schwa-ljud)
2. ↑  Dj-ljud som i finlandssvenskans "djur" eller "djungel"
3. ↑  Betecknar s.k. "mjukt tecken" i modern ryska, där tecknet muljerar föregående konsonant. Ь har dock inget självständigt vokalljud som det hade i fornkyrkoslaviska
4. ↑  Translittereras som jo, men uttalas jå i modern ryska
5. ↑  Translittereras som jo i modern ryska
6. ↑  Translittereras som ja i modern ryska